# Sunbeam
Sunbeam je nekdanja kolesna, motociklistična in avtomobilska tovarna, ki jo je ustanovil John Marston Co. Ltd iz angleškega mesta Wolverhampton leta 1888. Prvotno je tovarna izdelovala le kolesa, kasneje motocikle ter še avtomobile. Sunbeam je bil prvi britanski dirkalnik, ki je zmagal na dirki za Veliko nagrado. Med letoma 1922 in 1927 so Kenelm Lee Guinness ter po dvakrat Malcolm Campbell in Henry Segrave postavili kopenski hitrostni rekord, zadnjič na 326,66 km/h. Sunbeam je leta 1935 postal del koncerna Rootes Group, leta 1957 jih je odkupil Chrysler, znamka Sunbeam pa je obstajala do začetka osemdesetih let.
Na dirkah za Veliko nagrado so dirkači tovarniškega moštva Sunbeam med sezonama 1907 in 1927 nastopili na 62-ih dirkah, na katerih so dosegli pet zmag in enajst uvrstitev na stopničke. Prvi zmago je dosegel Jean Chassagne na dirki International Tourist Trophy v sezoni 1922, v naslednji sezoni 1923 pa sta Henry Segrave na dirki za Veliko nagrado Francije in Albert Divo na dirki za Veliko nagrado Španije dosegla zmagi na dveh najprestižnejših dirkah sezone. Segrave se zmagal še na dirki za Veliko nagrado San Sebastiána v sezoni 1924, zadnjo zmago pa je dosegel George Duller na dirki za 6 ur Brooklandsa 1927.